# Petriča
Petriča (en serbe cyrillique : Петрича) est un village de Bosnie-Herzégovine. Il est situé dans la municipalité de Srebrenica et dans la république serbe de Bosnie. Selon les premiers résultats du recensement bosnien de 2013, il compte 316 habitants.

## Géographie

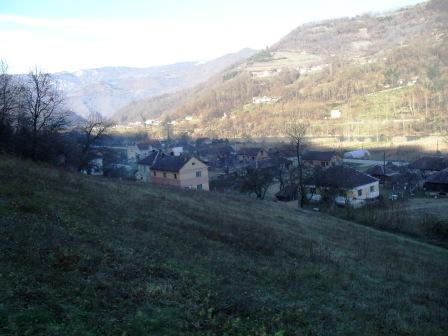
Vue de Petriča

## Démographie

### Répartition de la population par nationalités (1991)
En 1991, le village comptait 136 habitants, tous serbes.